# 天大藥業
天大藥業有限公司，簡稱天大藥業（港交所：00455），是在香港交易所上市公司，當時主要經營建築及裝修等行業。現時業務為生產和研發中醫、中藥、中醫藥產品。
創辦人當時為陳梁茜琪及丈夫創立，是在70年代開始，前身為「恒信集團有限公司」，而在1992年上市，後來由於發生財政問題，出售給第三者，再售給紅塔集團旗下香港南浩投資有限公司，原有建築業務終止，注入印刷、包裝、製藥等行業，更名為雲南實業控股有限公司。
2011年，被天大集團有限公司收購，開始注入3家礦業公司，上海實業醫藥科技(集團)有限公司為第二大股東，而天大集團（由方文權先生持有，也是公司主席）則成為主要股東，現時業務主要以製藥、醫療科技及中醫藥產業為核心，並於2019年開拓中藥醫療業務，於粵港澳大灣區創辦中醫館——天大館。

## 製藥基地
天大藥業目前擁有2個研發中心及製藥基地，分別位於中國廣東省珠海市及雲南省昆明市。

## 争议
2023年3月报告多宗公司邮件盗窃账号密码事件。